# Gerd la Cour
Gerd la Cour (født Marie Nielsen 24. marts 1920 i Egersund, Rogaland, Norge) er en dansk forfatter.
Gift 25. november 1942 med forfatteren Paul la Cour. Gerd la Cour samarbejdede efter mandens død i 1956 med Ole Wivel om at samle og færdigredigere tre af Paul la Cours vigtigste bøger i forfatterskabet, Efterladte digte, De knuste sten og Solhøjde, der alle udkom på forlaget Gyldendal. Hun modtog samme år Drachmannlegatet for arbejdet med Paul la Cours manuskripter.